# Tempo wypowiedzi
Tempo wypowiedzi – potocznie szybkość mówienia, obiekt zainteresowań fonologii suprasegmentalnej. Wyróżnia się trzy tempa wypowiedzi: lento - wolno, moderato - umiarkowanie (właściwie), allegro - szybko. Według badań średnie tempo wypowiadania słów to około 2,5 słowa na sekundę, czyli od 125 do 150 słów na minutę (należy przy tym podkreślić, iż różni się ono w zależności od języka, miejsca zamieszkania i wielu innych czynników).